# ريد هاميل
ريد هاميل هو لاعب هوكي الجليد كندي، ولد في 11 يناير 1917 في تورونتو في كندا، وتوفي في 16 ديسمبر 1985.

## وصلات خارجية
- ريد هاميل على موقع دوري الهوكي الوطني (الإنجليزية)
- ريد هاميل على موقع EliteProspects.com (الإنجليزية)
- ريد هاميل على موقع HockeyDB.com (الإنجليزية)
- ريد هاميل على موقع Hockey-Reference.com (الإنجليزية)